# Hilton Ruiz
Hilton Ruiz (Nueva York, 29 de mayo de 1952 - Teaneck, Nueva Jersey, 6 de junio de 2006),  fue un pianista y compositor estadounidense de jazz.

## Historial
Su debut como pianista se produce a los 8 años, con un concierto para piano de Mozart. Después, hasta los catorce años, se especializa en el órgano de iglesia, a la vez que va formándose en la música latina y el jazz, dando clases con Cedar Walton. Ya en los años 1960, tocará con las orquestas de Ismael Rivera, Ralph Robles y otros... Asiduo a clubs de jazz y a un workshop dirigido por Joe Newman, durante los primeros años 1970, conoce a Mary Lou Williams, Roy Haynes, Barry Harris, Roland Hanna y otros, formando equipo estable con Frank Foster, y trabajando con Clark Terry y Jackie McLean. Después, acompañará también a Freddie Hubbard, Joe Henderson, Sonny Stitt, Art Blakey y Marion Brown, entre otros. 
Grabará varios discos en el grupo de Roland Kirk, convirtiéndose en líder de su grupo a la muerte del saxofonista. Realiza giras por Europa y Japón, tanto con su propio grupo, como con los de Paquito D'Rivera y Pharoah Sanders. Su primer disco como líder, lo registra en 1975, para el sello SteepleChase. En los años 1980, tocará con su propio trío y con un octeto en el que estaban Lew Soloff, Steve Turre e Ignacio Berroa, entre otros, y con el que consigue un considerable éxito comercial.
El estilo de Ruiz, sintetiza las influencias recibidas de los pianistas de free jazz y latino-americanos, así como las de McCoy Tyner, su principal referente.

## Discografía como líder
- 1975 Piano Man (SteepleChase)
- 1977 Excition (SteepleChase)
- 1977 Steppin' Into Beauty
- 1981 The People's Music "Live at Jazz Unité, vol 1"' (Jazz Unité 103)
- 1981 Green Street "Live at Jazz Unité, vol 2"' (Jazz Unité 104)
- 1987 Something Grand
- 1988 El Camino
- 1989 Strut
- 1990 Doin' It Right
- 1991 A Moment's Notice
- 1992 Manhattan Mambo
- 1993 Heroes
- 1994 Hands on Percussion
- 1997 Island Eyes
- 1998 Rhythm in the House
- 2003 Enchantment
- 2004 New York Story
- 2005 Steppin' With TP - Dedicated to Tito Puente